# Vineyard (Utah)
Vineyard è una città degli Stati Uniti d'America, situata nella Contea di Utah, nello Stato dello Utah. È una delle città a più rapida crescita della nazione, con un'espansione demografica e urbanistica significativa negli ultimi anni.

## Geografia
Vineyard si estende su una superficie totale di 16,45 km², di cui circa il 24,5% è costituito da aree acquatiche appartenenti al Lago Utah. La città si trova a un'altitudine di circa 1.377 m s.l.m. e confina con le città di Orem e Lindon.

## Storia
Fondata nel 1899 come comunità agricola, Vineyard prende il nome dai vigneti presenti nella zona. È stata incorporata come città l'11 maggio 1989. Negli anni 2010 ha vissuto una rapida espansione, in gran parte dovuta al riutilizzo del sito industriale dell'ex acciaieria Geneva Steel.

## Popolazione
Secondo le stime del United States Census Bureau, la popolazione di Vineyard è passata da 139 abitanti nel 2010 a oltre 14.500 nel 2023. Questo aumento è dovuto a importanti investimenti immobiliari e a un forte afflusso di nuove famiglie.

## Economia
Il principale motore dello sviluppo economico di Vineyard è la riconversione del sito Geneva Steel in una zona mista commerciale e residenziale. Questo ha attratto aziende, sviluppatori e nuovi residenti, trasformando la città in un importante polo urbano dell'area di Provo-Orem.

## Infrastrutture e trasporti
Vineyard è servita dalla ferrovia FrontRunner, che collega la città con il resto della Wasatch Front. Sono in corso lavori per migliorare la viabilità e creare nuove infrastrutture, in linea con la crescita urbana.

## Istruzione
La città fa parte dell'Alpine School District, che gestisce le scuole pubbliche locali. Sono presenti anche scuole charter e programmi educativi innovativi in collaborazione con università locali come la Utah Valley University.

## Cultura e tempo libero
Vineyard offre ampi spazi verdi, sentieri per camminate e aree ricreative. La vicinanza al Lago Utah consente attività acquatiche e pesca. La città organizza eventi comunitari e promuove la sostenibilità urbana.